# U 745
U 745 war ein U-Boot der deutschen Kriegsmarine, das im Zweiten Weltkrieg eingesetzt wurde. Es war ein Boot des Typs VII C und kam größtenteils in der Ostsee zum Einsatz.

## Einsatz und Geschichte

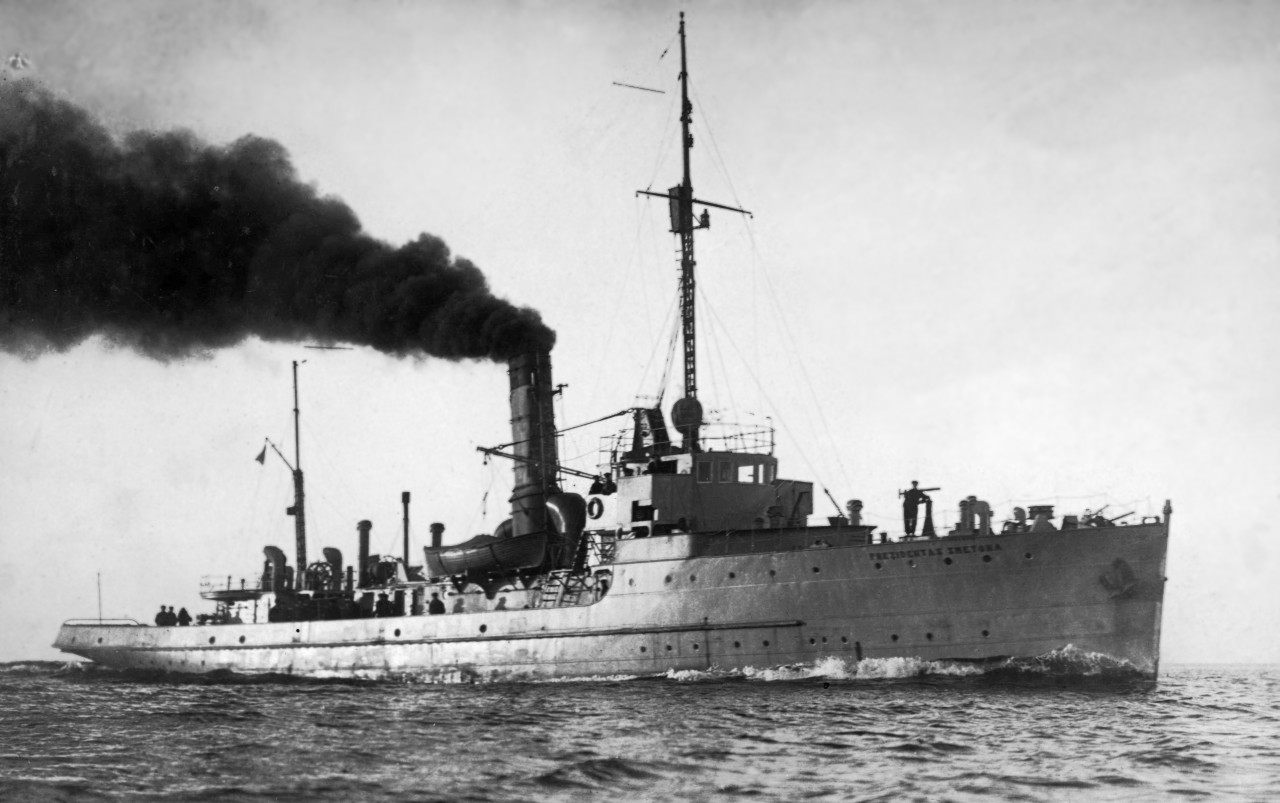
T-76 Korall, ex Presidentas Smetana

Das U-Boot wurde von 1943 bis zum Totalverlust am 30. Januar 1945 von Kapitänleutnant Wilhelm von Trotha kommandiert. Bis Mai 1944 war U 745 der 8. U-Flottille zugeteilt, einer Ausbildungsflottille, die in Danzig stationiert war. In dieser Zeit unternahm von Trotha Ausbildungsfahrten in der Ostsee zum Einfahren des Bootes und zum Training der Besatzung. In der Nacht zum  20. November 1943 kollidierte U 745 in der Danziger Bucht mit U 769, das aufgrund der dabei entstandenen starken Beschädigungen sank. Die Besatzung wurde durch U 745 aufgenommen, es gab keine Verluste. Im Mai 1944 wurde U 745 der 8. U-Flottille als Frontboot zugeteilt.
Am 24. Mai 1944 lief U 745 von Kiel aus zu seiner ersten Unternehmung aus. Von Trotha hatte den Auftrag, vor Norwegen zu patrouillieren. Auf dieser Unternehmung wurde U 745 der  U-Bootgruppe „Mitte“ zugeteilt. Diese bestand aus 21 Booten, die vor der norwegischen Küste eine defensive Stellung einnahmen und in heftige Kämpfe mit den Bombern und Jägern des RAF Coastal Command verwickelt wurden. Nachdem sechs der Boote versenkt und fünf weitere beschädigt worden waren, wurde die U-Bootgruppe „Mitte“ aufgelöst. U 745 lief am 7. Juli in Bergen ein. Seine folgenden Unternehmungen absolvierte U 745 vor der Mündung der Narva sowie im Finnischen Meerbusen.
Während seiner Feindfahrten mit diesem Boot versenkte von Trotha zwei sowjetische Schiffe, nämlich die Minenabwehrfahrzeuge T-45 Antikajnen (No. 48) am 26. August 1944 und die T-76 Korall am 11. Januar 1945. Bei der Korall handelte es sich um einen ehemals litauischen Minenräumer, der auf der Schichau-Seebeck-Werft in Bremerhaven gebaut worden war.

## Verlust des Bootes
U 745 sank am 30. Januar 1945 im finnischen Meerbusen, nachdem es in das finnische Seeminenfeld „Vantaa3“, südlich der Halbinsel Hanko, geraten war. Den Untergang hat kein Besatzungsmitglied überlebt und lediglich der Leichnam des Kommandanten Wilhelm von Trotha wurde an der Insel Föglö angeschwemmt und konnte beerdigt werden. U 745 wurde 2011 zufällig im Rahmen von Bodenuntersuchungen durch eine finnische Tauchergruppe geortet und verifiziert, welche ursprünglich das ebenfalls in dem dortigen ehemaligen Minenfeld gesunkene
U 676 untersuchen wollten. Über die Arbeit und Entdeckungen der Tauchergruppe vor Ort sowie die wehrwissenschaftlichen Analysen zur U-Boot-Verifizierung wurde vom Sender National Geographic eine englischsprachige Dokumentation gedreht.